# Heinrich Neuhaus
Heinrich Gustavovich Neuhaus (em russo:  Генрих Густавович Нейгауз; também como Genrikh Gustavovich Neygaus, Henrych Gustavovyč Nejhaus; 12 de abril de 1888 – Moscou, 10 de outubro de 1964) foi um pianista e pedagogo soviético.

## Biografia
Neuhaus nasceu em  Elizavetgrad , Império Russo  (que depois seria chamado de Kirovohrad, Ucrânia). Apesar de seus pais serem ambos professores de piano, Neuhaus sempre foi muito autodidata. A maior influência de seu precoce desenvolvimento artístico veio de seu primo Karol Szymanowski e principalmente de seu tio Felix Blumenfeld. Em 1902, ele deu seu primeiro recital em Elizavetgrad, acompanhado de Misha Elman, na época com onze anos. Em 1904, Neuhaus deu concertos em Dortmund, Bonn, Colônia e Berlim. Depois, ele foi aluno de Leopold Godowsky em Berlim a partir de 1909 até o fim da Primeira Guerra Mundial, na Academia de Música de Viena. Em 1914, Neuhaus começou a lecionar em Kirovohrad e depois em Tbilisi (Tiflis) e Kiev. Nesta época, ele começou a se interessar pelas atividades pedagógicas de música. Em 1922, ele passou a lecionar no Conservatório de Moscou, onde foi diretor entre 1935 e 1937.
Entre os seus pupilos mais famosos, podemos mencionar Emil Gilels, Sviatoslav Richter, Radu Lupu, Victor Eresko e Yakov Zak.
Neuhaus é amplamente reconhecido pelo seu poético magnetismo da sua interpretação e pelo seu refino cultural e artístico. O livro A arte de tocar piano (1958) tornou-se um dos mais lidos e respeitados sobre o assunto.